# Pëtr Samojlenko
Pëtr Michajlovič Samojlenko (in russo Пётр Михайлович Самойленко?; Uchquduq, 7 febbraio 1977) è un ex cestista russo.
Alto 187 cm, giocava come guardia.

## Carriera
Con la Russia ha disputato i Giochi olimpici di Pechino 2008 e quattro edizioni dei Campionati europei (2001, 2003, 2005, 2007).

## Palmarès
- Coppa di Russia: 2

UNICS Kazan': 2002-03, 2008-09
- FIBA Europe League: 1

UNICS Kazan': 2003-04
- Eurocup: 1

UNICS Kazan' : 2010-11